# Entodon columnaris
Entodon columnaris là một loài Rêu trong họ Entodontaceae. Loài này được (Schwägr.) Mitt. mô tả khoa học đầu tiên năm 1869.